# Nelly Galasso
Elena Elvira "Nelly" Galasso (Elortondo, 23 de marzo de 1930-Rosario, 8 de septiembre de 2009), conocida como la "China", fue una activista argentina por los derechos humanos e integrante de Madres de la Plaza 25 de Mayo, sección rosarina de las Madres.

## Reseña
Tuvo tres hijos, Graciela, Carlos y Ricardo, quien el 27 de enero de 1977 fue asesinado en Rosario a los 21 años de edad. Al día siguiente un individuo le informa sobre lo sucedido y la lleva a reconocer el cuerpo acribillado en el pecho. Después de casi 24 horas de incertidumbre decidieron entregarle el cuerpo.
Años después comienza su activismo en Madres de Plaza 25 de Mayo de Rosario, participando de muchas actividades socioculturales. Se publicaron en 2010 tres poemas suyos.
El concejal rosarino Juan Rivero,  querellante por el caso del centro clandestino de detención y tortura de la Fábrica Militar de Armas Domingo Matheu, dijo sobre su muerte  “Hemos perdido una luchadora incansable y seguramente desde ahora nos guiara para encontrar justicia y reivindicar la memoria”.
Sus cenizas fueron esparcidas en el Bosque de la Memoria de Rosario.

## Homenaje
En 2011 se realizó un homenaje en el Museo de la Memoria de Rosario,  en recuerdo de Nelly Galasso, donde estrenó Gracias por Todo, Nelly, un corto con material no incluido en el documental Arderá la Memoria.